# Бетонкур-Сен-Панкра
Бетонку́р-Сен-Панкра́ (фр. Betoncourt-Saint-Pancras) — коммуна во Франции, находится в регионе Франш-Конте. Департамент — Верхняя Сона. Входит в состав кантона Вовиллер. Округ коммуны — Люр.
Код INSEE коммуны — 70069.

## География
Коммуна расположена приблизительно в 310 км к востоку от Парижа, в 80 км севернее Безансона, в 33 км к северу от Везуля.
На западе коммуны протекает река Сюперб.

## Население
Население коммуны на 2010 год составляло 51 человек.
| 1962 | 1968 | 1975 | 1982 | 1990 | 1999 | 2010 |
| ---- | ---- | ---- | ---- | ---- | ---- | ---- |
| 56   | 60   | 50   | 49   | 50   | 67   | 51   |

## Администрация
| Период | Период | Фамилия          | Партия | Примечания |
| ------ | ------ | ---------------- | ------ | ---------- |
| 2001   | 2008   | Марсель Сибиль   |        |            |
| 2008   | 2014   | Жан-Рене Лагранж |        |            |

## Экономика

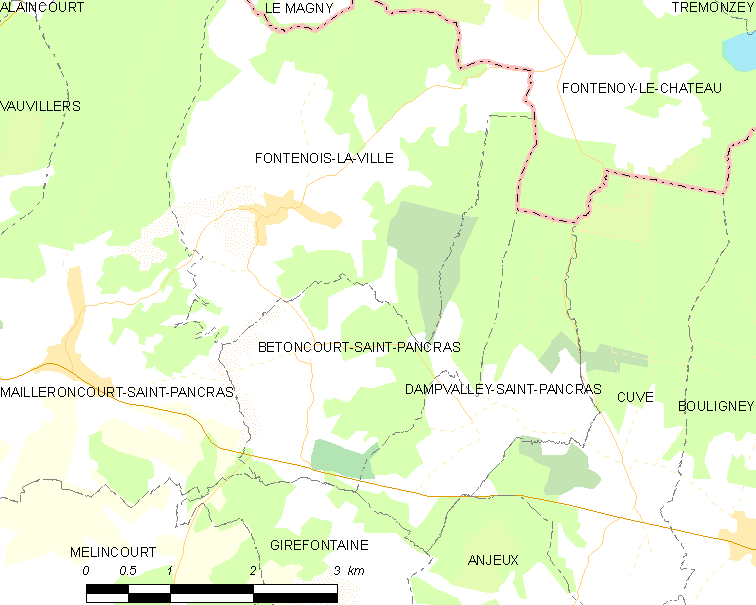
Карта коммуны

В 2010 году среди 33 человек трудоспособного возраста (15—64 лет) 25 были экономически активными, 8 — неактивными (показатель активности — 75,8 %, в 1999 году было 65,8 %). Из 25 активных жителей работали 21 человек (12 мужчин и 9 женщин), безработных было 4 (2 мужчины и 2 женщины). Среди 8 неактивных 3 человека были учениками или студентами, 3 — пенсионерами, 2 были неактивными по другим причинам.